# エイミー・マン

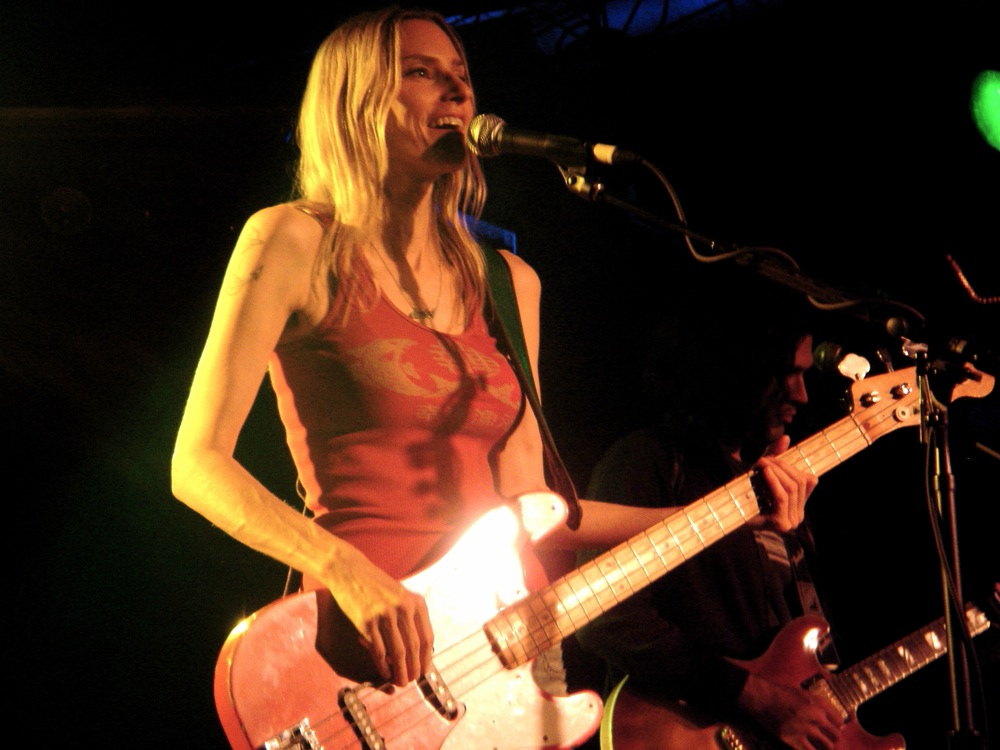
2005年10月15日のコンサートにて

エイミー・マン（Aimee Mann、1960年9月8日 - ）は、アメリカ合衆国バージニア州生まれのシンガーソングライター。1980年代後半に活動したニュー・ウェイヴ系のロックバンド、ティル・チューズデイの元ベーシスト兼ボーカリストで、1990年代以降はソロ・シンガーとして活動している。代表曲に｢セイヴ・ミー｣などがある。

## 略歴

### バンドとしての活動
リッチモンドのオープン・ハイスクールを卒業後、1978年にマサチューセッツ州ボストンのバークリー音楽大学に入学するが、1979年に中退。
その後、ヤング・スネイクスというパンク・ロック・バンドを結成し、1982年にEPを1枚制作している。その翌年に、マンは大学時代のクラスメイトで恋人だったドラムのマイケル・ハウスマン（後にマンのマネージャー）、ギターのロバート・ホームズ、キーボードのジョーイ・ペッシェ、と共に新たに結成したマンがベース兼ボーカルを務めるバンド、ティル・チューズデイとしての活動を始めた。
ボストンで行われたコンテストで優勝したのをきっかけにエピック・ソニーにレコード・デビューを持ちかけられ、1985年にシングル｢愛のVoices (ボイセズ)｣でデビューする。この曲がBillboard Hot 100で最高8位を記録したことによってバンドは一躍有名になり、同曲のプロモーション・ビデオはMTV Video Music Awardsの最優秀新人賞を獲得した。
その翌年の1986年には2枚目のアルバム『ウェルカム・ホーム』を発表。キョードー東京／エピック・ソニー主催のニュー・アーチスト・ショーケースにて9月27日の東京厚生年金会館ホールなどで初来日公演を行う。このアルバム以降、ティル・チューズデイはマンが実質的に主導権を握るバンドとなり、メンバーのペッシェが脱退。とりわけ1988年発表の『エヴリシング・イズ・ディファレント・ナウ』はその後の彼女のソロ活動の伏線というべき作風のアルバムとなっている。しかし、｢愛のVoices (ボイセズ)｣で華々しいデビューを飾ったこのバンドはその後、同曲を超えるヒットに恵まれなかったため、結果的にこのアルバムを最後に1989年に解散することになった。
1980年代後半、バンドとしての活動以外で彼女はシンディ・ローパーの『トゥルー・カラーズ』や、ラッシュの『ホールド・ユア・ファイアー』の「タイム・スタンド・スティル」、『ラッシュ・ライヴ〜新約・神話大全』といったアルバムやMVに客演している。また、ティル・チューズデイのラスト・アルバムとなった『エヴリシング・イズ・ディファレント・ナウ』にはエルヴィス・コステロとの共作曲が収められている。コラボレーションしたミュージシャンとの恋仲が囁かれることもあり、MTVの看板番組『MTVアンプラグド』の初代司会者として知られるシンガーソングライターのジュールズ・シアーと交際していた時期もあったといわれている。

### ソロ活動
1993年にイマーゴ・レコードからアルバム『ホワットエヴァー』でソロ・デビューする。ティル・チューズデイの『エヴリシング・イズ・ディファレント・ナウ』でギタリストとして参加し、後年にフィオナ・アップルなどを手がける大物プロデューサーとして成功するジョン・ブライオンが初めてプロデュースしたレコードでもあったが、発売後まもなくして所属レコード会社が倒産してしまったため、小規模のヒットに終わっている。その後、ゲフィン・レコードと契約を交わしたマンは、1995年にセカンド・アルバム『アイム・ウィズ・ステューピッド』をリリース。前作同様にブライオンがプロデュースし、バーナード・バトラーやジュリアナ・ハットフィールド、スクイーズのグレン・ティルブルックとクリス・ディフォードなどが参加したこのアルバムは、評論家の間では高い評価を得たものの、チャート上では苦戦を強いられた。
1997年には所属していたゲフィン・レコードがインタースコープ・レコードに買収され、再びレコード会社がらみのトラブルに巻き込まれる。また、レコードのセールス不振を理由に大衆受けする楽曲を求めるゲフィンとの関係は悪化。最終的にマンは1998年に同社を離れ、その後、過去の作品の原盤権を買い取っている。一方、私生活では、『アイム・ウィズ・ステューピッド』の制作によってより親密になった10年来の友人であるシンガーソングライターのマイケル・ペン（俳優ショーン・ペンの兄）と1997年に結婚。ペンとは後年、映画『アイ・アム・サム』（2001年公開）のサウンドトラックで「トゥ・オブ・アス」をデュエットした。
1999年、マンはインディーズのレコード会社、スーパーエゴ・レコードを設立する。そこからリリースされた彼女の初の作品が2000年の『バチェラーNo.2』である。ゲフィンの買収によって発売が延期されていたこのアルバムは、当初はインターネット限定での販売だったが、2001年にV2レコードのディストリビュートによって世界各国で再発売された。紆余曲折を経てようやく発表にこぎつけたこの作品は、マンにとってティル・チューズデイ以来、最も大きな反響を呼んだ代表作というべきアルバムとなった。そのきっかけとなったのが、アルバム発表の前年に公開されたポール・トーマス・アンダーソン監督の映画『マグノリア』である。マンの長年の友人だったアンダーソンが『バチェラーNo.2』収録曲の｢デスリー｣の冒頭の一節にインスピレーションを受けて制作し、ブライオンがスコアを手がけたこの作品は、第50回ベルリン国際映画祭の金熊賞を受賞。アンダーソンや出演したトム・クルーズが第72回アカデミー賞にノミネートされるなど高い評価を得た。この映画のサントラ盤として発表され、映画同様に反響を呼んだのがマンの楽曲を中心に構成された同名のアルバムで、グラミー賞の最優秀コンピレーション・サウンドトラック・アルバム部門にノミネートされた。主題歌｢セイヴ・ミー｣も同賞の最優秀女性ポップ・ヴォーカル・パフォーマンス部門をはじめとする2部門や、アカデミー歌曲賞の候補曲となっている。
その後もコンスタントに作品を発表し、精力的にライブ活動を行っている。2002年に発売された4枚目のソロ・アルバム『ロスト・イン・スペース』はビルボードのインターネット・アルバム・セールス・チャートで1位を記録する成功を収め、2005年の『フォーゴトン・アーム』も同チャートで5位以内に入るヒットとなった。2012年、スティーヴ・ヴァイのアルバム『ザ・ストーリー・オブ・ライト』収録曲「ノー・モア・アムステルダム」の作詞を手がけ、ゲスト・ボーカリストとしても参加した。
2013年からはシンガーソングライターのテッド・レオとのデュオ、ザ・ボスとしても活動し、2014年にアルバムを発表している。2017年に発表したアルバム『メンタル・イルネス』は第60回グラミー賞で最優秀フォーク・アルバム賞を受賞した。
2005年秋には19年ぶり、単身では初となる日本公演を10月3日のLIQUIDROOMなどで行った。『スマイラーズ』発表後の2009年にも再来日し8月25日のSHIBUYA-AXなどで日本公演を行っている。日本国内の音楽フェスには2005年の朝霧JAM、2013年のフジロックフェスティバルに出演した。

## ディスコグラフィ

### スタジオ・アルバム
- 『ホワットエヴァー』 - Whatever (1993年)
- 『アイム・ウィズ・ステューピッド』 - I'm With Stupid (1995年)
- 『バチェラーNo.2』 - Bachelor No.2; or the Last Remains Of Dodo (2000年)
- 『ロスト・イン・スペース』 - Lost in Space (2002年)
- 『フォーゴトン・アーム』 - The Forgotten Arm (2005年)
- 『ワン・モア・ドリフター・イン・ザ・スノウ』 - One More Drifter in the Snow (2006年) ※クリスマス・アルバム
- 『スマイラーズ』 - @#%&*! Smilers (2008年)
- 『チャーマー』 - Charmer (2012年)
- 『メンタル・イルネス』 - Mental Illness (2017年)
- Queens of the Summer Hotel (2021年)

### ライブ・アルバム
- 『エイミー・マン・ライヴ〜アット・セント・アンズ・ウェアハウス』 - Live at St. Ann's Warehouse (2004年) ※ライブCD+DVD

### コンピレーション・アルバム
- Ultimate Collection (2000年) ※エイミー･マン非公認

### サウンドトラック・アルバム
- 『マグノリア オリジナル・サウンドトラック』 - Magnolia (1999年) ※映画『マグノリア』のサントラ盤

### ヤング・スネイクス
- Bark Along with the Young Snakes (1982年) ※EP
- The Young Snakes Featuring Aimee Mann (2004年)

### ティル・チューズデイ
- 『愛のVoices』 - Voices Carry (1985年)
- 『ウェルカム・ホーム』 - Welcome Home (1986年)
- 『エヴリシング・ディファレント・ナウ』 - Everything's Different Now (1988年)
- 『ベスト・オヴ・ティル・チューズデイ』 - Coming Up Close: A Retrospective (1996年) ※コンピレーション

### ザ・ボス
- The Both (2014年)